# 锚钩金唇兰
锚钩金唇兰（学名：Chrysoglossum assamicum）也称锚钩吻兰，为兰科金唇兰属下的一个种。